# Wereldkampioenschap voetbal 2014 (troostfinale) Brazilië - Nederland
Dit artikel gaat over de  troostfinale tussen Brazilië en Nederland die gespeeld werd op zaterdag 12 juli 2014 tijdens het wereldkampioenschap voetbal 2014. Op dezelfde dag werden geen andere wedstrijden op het WK gespeeld. De wedstrijd werd gewonnen door Nederland met 3-0, waarmee Nederland derde werd op dit toernooi.

## Voorafgaand aan de wedstrijd
- Nederland stond bij aanvang van het toernooi op de vijftiende plaats van de FIFA-wereldranglijst. Het daalde vanaf de zomer van 2011 vrijwel continu op de lijst, met als dieptepunt de vijftiende positie in april 2014. Nederland stond niet meer zo laag genoteerd sinds juli 2002, het jaar van het wereldkampioenschap waarvoor Nederland zich niet kwalificeerde. In mei en juni 2014 bleef het elftal als vijftiende gerangschikt.[2] Daarmee was Nederland het negende land op de zonale ranglijst, achter Griekenland.
- Nederland speelde in de groepsfase in groep B drie wedstrijden, die het allemaal won. De eerste wedstrijd tegen Spanje won Nederland met 1-5, de tweede wedstrijd tegen Australië won Nederland met 2-3 en de laatste wedstrijd tegen Chili werd met 2-0 wederom door Nederland gewonnen. Daarna ging het land door naar de achtste finales. Nederland won daarin van Mexico met 2-1. Door deze overwinning kwam het land tegenover Costa Rica te staan in de kwartfinale. Nederland won die wedstrijd met één penalty meer, nadat de landen met 0-0 gelijk hadden gespeeld. De halve finale tegen Argentinië werd echter door Nederland verloren. De stand was na de verlenging 0-0 en Nederland verloor het schieten van penalty's met 2-4.
- Brazilië staat bij aanvang van het toernooi op de derde plaats van de wereldranglijst. In juni 2013 bereikte het een dieptepunt op deze lijst met een tweeëntwintigste positie, maar door het winnen van de FIFA Confederations Cup – door in de finale Spanje met 3–0 te verslaan – steeg het dertien plaatsen naar de negende positie. De notering binnen de top 10 werd gehandhaafd en in het begin van 2014 steeg het Braziliaans elftal door naar de vierde positie. In juni werd Portugal gepasseerd.[3] Daarmee is het tevens het hoogst genoteerde land dat is aangesloten bij de CONMEBOL.
- Brazilië speelde in de groepsfase in groep A drie wedstrijden, waarvan het land twee wedstrijden won en er één gelijkspeelde. De eerste wedstrijd en tevens de openingswedstrijd van het WK tegen Kroatië won Brazilië met 3-1, de tweede wedstrijd tegen Mexico speelde Brazilië met 0-0 gelijk en laatste wedstrijd tegen Kameroen werd met 1-4 door Brazilië gewonnen. Daarna ging het land door naar de achtste finales. Brazilië won daar van Chili met drie tegen twee penalty's, nadat er met 1-1 werd gelijkgespeeld. Door die overwinning ging het land door naar de kwartfinale tegen Colombia, waarvan Brazilië met 2-1 won. Brazilië verloor de halve finale echter met een grote nederlaag; er werd met 1-7 van de Duitsers verloren.
- Deze landen speelden twaalf keer eerder tegen elkaar. Van die wedstrijden won Brazilië er vier, Nederland er drie en werden er vijf gelijkgespeeld. De Nederlanders wisten in totaal 16 keer in het doel van de Brazilianen te scoren; andersom gebeurde dat 20 keer.[4]

## Wedstrijdgegevens
| Datum                | 12 juli 2014                           | 12 juli 2014                           |
| Wedstrijdnummer      | 63                                     | 63                                     |
| Stadion              | Estádio Nacional de Brasília, Brasilia | Estádio Nacional de Brasília, Brasilia |
| Toeschouwers         | 68.034                                 | 68.034                                 |
| Scheidsrechter       | Djamel Haimoudi                        | Djamel Haimoudi                        |
| Assistenten          | Redouane Achik Abdelhak Etchiali       | Redouane Achik Abdelhak Etchiali       |
| Vierde official      | Yuichi Nishimura                       | Yuichi Nishimura                       |
| Man van de wedstrijd | Arjen Robben                           | Arjen Robben                           |
|                      | Brazilië                               | Nederland                              |
| Doelpunten           | 0                                      | 3                                      |
| Gele kaarten         | 3                                      | 2                                      |
| Rode kaarten         | 0                                      | 0                                      |
| Wissels              | 3                                      | 3                                      |
| Schoten op doel      | 5                                      | 5                                      |
| Schoten naast doel   | 6                                      | 3                                      |
| Overtredingen        | 16                                     | 20                                     |
| Hoekschoppen         | 4                                      | 1                                      |
| Buitenspel           | 1                                      | 2                                      |
| Balbezit (%)         | 58                                     | 42                                     |

| Brazilië                                                                                                 | 0 – 3           | Nederland |
| | goals (assists) | 3' (pen.) Robin van Persie 17' Daley Blind 90+1' Georginio Wijnaldum |
| Luiz Felipe Scolari                                                                                      | bondscoach      | Louis van Gaal |
| Júlio César Thiago Silva David Luiz Paulinho 57' Oscar Maxwell Ramires 73' Gustavo 46' Willian Jô Maicon | opstellingen    | 90+3' Jasper Cillessen Ron Vlaar Stefan de Vrij Bruno Martins Indi 70' Daley Blind Jonathan de Guzman Robin van Persie Arjen Robben Dirk Kuijt 90' Jordy Clasie Georginio Wijnaldum |
| 46' Fernandinho 57' Hernanes 73' Hulk                                                                    | wissels         | 70' Daryl Janmaat 90' Joël Veltman 93' Michel Vorm |
| Thiago Silva 2' Fernandinho 54' Oscar 68'                                                                | gele kaarten    | 9' Arjen Robben 36' Jonathan de Guzman |
| | rode kaarten    | |

## Wedstrijden
| Groepswedstrijden      |                       |                         |                       |                         |                        |                        |                         |
| Groep A                | Groep B               | Groep C                 | Groep D               | Groep E                 | Groep F                | Groep G                | Groep H                 |
| Brazilië – Kroatië     | Spanje – Nederland    | Colombia - Griekenland  | Uruguay – Costa Rica  | Zwitserland – Ecuador   | Argentinië – Bosnië    | Duitsland – Portugal   | België – Algerije       |
| Mexico – Kameroen      | Chili – Australië     | Ivoorkust – Japan       | Engeland – Italië     | Frankrijk – Honduras    | Iran – Nigeria         | Ghana – U.S.A.         | Rusland – Zuid-Korea    |
| Kameroen – Kroatië     | Australië – Nederland | Japan – Griekenland     | Italië – Costa Rica   | Honduras – Ecuador      | Nigeria – Bosnië       | U.S.A. – Portugal      | Zuid-Korea – Algerije   |
| Brazilië – Mexico      | Spanje – Chili        | Colombia – Ivoorkust    | Uruguay – Engeland    | Zwitserland – Frankrijk | Argentinië – Iran      | Duitsland – Ghana      | België – Rusland        |
| Kameroen – Brazilië    | Australië – Spanje    | Japan – Colombia        | Italië – Uruguay      | Honduras – Zwitserland  | Nigeria – Argentinië   | U.S.A. – Duitsland     | Zuid-Korea – België     |
| Kroatië – Mexico       | Nederland – Chili     | Griekenland – Ivoorkust | Costa Rica – Engeland | Ecuador – Frankrijk     | Bosnië – Iran          | Portugal – Ghana       | Algerije – Rusland      |
| Achtste finales        |                       |                         |                       |                         |                        |                        |                         |
| Brazilië Chili         | Colombia Uruguay      | Frankrijk Nigeria       | Duitsland Algerije    | Nederland Mexico        | Costa Rica Griekenland | Argentinië Zwitserland | België Verenigde Staten |
| Kwartfinales           |                       |                         |                       |                         |                        |                        |                         |
| Brazilië – Colombia    | Brazilië – Colombia   | Frankrijk – Duitsland   | Frankrijk – Duitsland | Nederland – Costa Rica  | Nederland – Costa Rica | Argentinië – België    | Argentinië – België     |
| Halve finales          |                       |                         |                       |                         |                        |                        |                         |
| Brazilië – Duitsland   | Brazilië – Duitsland  | Brazilië – Duitsland    | Brazilië – Duitsland  | Nederland – Argentinië  | Nederland – Argentinië | Nederland – Argentinië | Nederland – Argentinië  |
| Troostfinale           |                       |                         |                       |                         |                        |                        |                         |
| Brazilië – Nederland   |                       |                         |                       |                         |                        |                        |                         |
| Finale                 |                       |                         |                       |                         |                        |                        |                         |
| Duitsland – Argentinië |                       |                         |                       |                         |                        |                        |                         |

A-internationals · Selecties · CBF · Braziliaans vrouwenelftal · Olympisch elftal · Bondscoaches
1910 – 1919 · 
1920 – 1929 · 
1930 – 1939 · 
1940 – 1949 · 
1950 – 1959 · 
1960 – 1969 · 
1970 – 1979 · 
1980 – 1989 · 
1990 – 1999 · 
2000 – 2009 · 
2010 – 2019 · 
2020 – 2029
WK 1930 · 
WK 1934 · 
WK 1938 · 
WK 1950 · 
WK 1954 · 
WK 1958 · 
WK 1962 · 
WK 1966 · 
WK 1970 · 
WK 1974 · 
WK 1978 · 
WK 1982 · 
WK 1986 · 
WK 1990 · 
WK 1994 · 
WK 1998 · 
WK 2002 · 
WK 2006 · 
WK 2010 · 
WK 2014 · 
WK 2018 · 
WK 2022
OS 1952 · 
OS 1960 · 
OS 1964 · 
OS 1968 · 
OS 1972 · 
OS 1976 · 
OS 1984 · 
OS 1988 · 
OS 1996 · 
OS 2000 · 
OS 2008 · 
OS 2012 · 
OS 2016 · 
OS 2020
1914 · 
1915 · 
1916 · 
1917 · 
1918 · 
1919 · 
1920 · 
1921 · 
1922 · 
1923 · 
1924 · 
1925 · 
1926 · 
1927 · 
1928 · 
1929 · 
1930 · 
1931 · 
1932 · 
1933 · 
1934 · 
1935 · 
1936 · 
1937 · 
1938 · 
1939 · 
1940 · 
1941 · 
1942 · 
1943 · 
1944 · 
1945 · 
1946 · 
1947 · 
1948 · 
1949 · 
1950 · 
1951 · 
1952 · 
1953 · 
1954 · 
1955 · 
1956 · 
1957 · 
1958 · 
1959 · 
1960 · 
1961 · 
1962 · 
1963 · 
1964 · 
1965 · 
1966 · 
1967 · 
1968 · 
1969 · 
1970 · 
1971 · 
1972 · 
1973 · 
1974 · 
1975 · 
1976 · 
1977 · 
1978 · 
1979 · 
1980 · 
1981 · 
1982 · 
1983 · 
1984 · 
1985 · 
1986 · 
1987 · 
1988 · 
1989 · 
1990 · 
1991 · 
1992 · 
1993 · 
1994 · 
1995 · 
1996 · 
1997 · 
1998 · 
1999 · 
2000 · 
2001 · 
2002 · 
2003 · 
2004 · 
2005 · 
2006 · 
2007 · 
2008 · 
2009 · 
2010 · 
2011 · 
2012 · 
2013 · 
2014 · 
2015 · 
2016 · 
2017 · 
2018 ·
2019 ·
2020 ·
2021
Algerije ·
Andorra ·
Argentinië ·
Australië ·
België ·
Bolivia ·
Bosnië en Herzegovina ·
Bulgarije ·
Canada ·
Chili ·
China ·
Colombia ·
Congo-Kinshasa ·
Costa Rica ·
Denemarken ·
DDR ·
Duitsland ·
Ecuador ·
Egypte ·
El Salvador ·
Engeland ·
Estland ·
Finland ·
Frankrijk ·
Gabon ·
Ghana ·
Griekenland ·
Guatemala ·
Guinee ·
Haïti ·
Honduras ·
Hongarije ·
Hongkong ·
Ierland ·
IJsland ·
Irak ·
Iran ·
Israël ·
Italië ·
Ivoorkust ·
Jamaica ·
Japan ·
Joegoslavië ·
Kameroen ·
Kroatië ·
Letland ·
Litouwen ·
Luxemburg ·
Maleisië ·
Marokko ·
Mexico ·
Nederland ·
Nieuw-Zeeland ·
Nigeria ·
Noord-Ierland ·
Noord-Korea ·
Noorwegen ·
Oekraïne ·
Oman ·
Oostenrijk ·
Panama ·
Paraguay ·
Peru ·
Polen ·
Portugal ·
Qatar .
Roemenië ·
Rusland ·
Saoedi-Arabië ·
Senegal ·
Servië ·
Schotland ·
Slowakije ·
Sovjet-Unie ·
Spanje ·
Tanzania ·
Thailand ·
Tsjechië ·
Tsjecho-Slowakije ·
Tunesië ·
Turkije ·
Uruguay ·
Venezuela ·
Verenigde Arabische Emiraten ·
Verenigde Staten ·
Wales ·
Zambia ·
Zimbabwe ·
Zuid-Afrika ·
Zuid-Korea ·
Zweden ·
Zwitserland
Argentinië (1982) ·
Argentinië (2005) ·
Australië (1997) ·
Australië (2006) ·
België (2018) ·
Chili (2014) ·
China (2002) ·
Colombia (2014) ·
Costa Rica (2018) ·
Duitsland (2002) ·
Duitsland (2014) ·
Frankrijk (1998) ·
Frankrijk (2006) ·
Ghana (2006) ·
Hongarije (1954) ·
Italië (1970) ·
Italië (1982) ·
Italië (1994) ·
Japan (2006) ·
Kameroen (2014) ·
Kameroen (2022) ·
Kroatië (2006) ·
Kroatië (2014) ·
Kroatië (2022) ·
Mexico (1999) ·
Mexico (2014) ·
Mexico (2018) ·
Nederland (2014) ·
Portugal (2010) ·
Servië (2018) ·
Spanje (2013) ·
Tsjecho-Slowakije (1962, 2) ·
Turkije (2002, 1) ·
Uruguay (1950) ·
Verenigde Staten (2009, 2) ·
Zweden (1958) ·
Zwitserland (2018)
KNVB ·
A-internationals ·
Bondscoaches (m) ·
Topscorers ·
Nederlands vrouwenelftal ·
Bondscoaches (v) ·
Nederland B ·
Olympisch elftal ·
Jong Oranje ·
Nederland –20 ·
Nederland –19 ·
Nederland –18 ·
Nederland –17 ·
Nederland –16 ·
Nederland –15 ·
Nederlands amateurelftal ·
Nederlands zaterdagelftal ·
Jong OranjeLeeuwinnen ·
Vrouwen –20 ·
Vrouwen –19 ·
Vrouwen –18 ·
Vrouwen –17 ·
Vrouwen –16 ·
Vrouwen –15 ·
Militair mannenelftal ·
Militair vrouwenelftal ·
Strandteam ·
Vrouwen Strandteam ·
Futsalteam ·
Vrouwen Futsalteam

EK-wedstrijden ·
WK-wedstrijden ·
Resultaten kwalificaties en eindronden ·
Nederland B-wedstrijden ·
Officieuze wedstrijden ·
EK-wedstrijden vrouwen ·
WK-wedstrijden vrouwen ·
Resultaten vrouwen kwalificaties en eindronden
1905 – 1919 ·
1920 – 1929 ·
1930 – 1939 ·
1940 – 1949 ·
1950 – 1959 ·
1960 – 1969 ·
1970 – 1979 ·
1980 – 1989 ·
1990 – 1999 ·
2000 – 2009 ·
2010 – 2019 ·
2020 – 2029
2015 ·
2016 ·
2017 ·
2018 ·
2019 ·
2020 ·
2021 · 
2022
EK's: 1976 · 
1980 · 
1988 · 
1992 · 
1996 · 
2000 · 
2004 · 
2008 · 
2012 · 
2020 · 
2024
WK's: 1934 · 
1938 · 
1974 · 
1978 · 
1990 · 
1994 · 
1998 · 
2006 · 
2010 · 
2014 · 
2022
OS: 1908 ·
1912 ·
1920 ·
1924 ·
1928 ·
1948 ·
1952 ·
2008
Albanië ·
Andorra ·
Argentinië ·
Armenië ·
Australië ·
België ·
Bosnië en Herzegovina ·
Brazilië ·
Bulgarije ·
Canada ·
Chili ·
China ·
Colombia ·
Costa Rica ·
Curaçao ·
Cyprus ·
DDR ·
Denemarken ·
Duitsland ·
Ecuador ·
Egypte ·
Engeland ·
Estland ·
Faeröer ·
Finland ·
Frankrijk ·
GOS · 
Georgië ·
Ghana ·
Gibraltar ·
Griekenland ·
Hongarije ·
Ierland ·
IJsland ·
Indonesië ·
Iran ·
Israël ·
Italië ·
Ivoorkust ·
Japan ·
Joegoslavië ·
Kameroen ·
Kazachstan ·
Kroatië ·
Letland ·
Liechtenstein ·
Luxemburg ·
Malta ·
Marokko ·
Mexico ·
Moldavië ·
Montenegro ·
Nederlandse Antillen ·
Nigeria ·
Noord-Ierland ·
Noord-Macedonië ·
Noorwegen ·
Oekraïne ·
Oostenrijk ·
Paraguay ·
Peru ·
Polen ·
Portugal ·
Qatar ·
Roemenië ·
Rusland ·
Saarland ·
San Marino ·
Saoedi-Arabië ·
Schotland ·
Senegal ·
Servië en Montenegro ·
Slovenië ·
Slowakije ·
Sovjet-Unie ·
Spanje ·
Suriname ·
Thailand ·
Tsjechië ·
Tsjecho-Slowakije ·
Tunesië ·
Turkije ·
Uruguay ·
Verenigd Koninkrijk ·
Verenigde Staten ·
Wales ·
Wit-Rusland ·
Zuid-Afrika ·
Zuid-Korea ·
Zweden ·
Zwitserland
Argentinië (1978) ·
Argentinië (2006) ·
Argentinië (2014) ·
Argentinië (2022) ·
Australië (2014) ·
Brazilië (2014) ·
Chili (2014) · 
Costa Rica (2014) ·
Denemarken (2010) ·
Denemarken (2012) ·
Duitsland (2012) · 
Ecuador (2022) · 
Frankrijk (2008) ·
Italië (2008) ·
Ivoorkust (2006) ·
Japan (2010) ·
Kameroen (2010) ·
Mexico (2014) · 
Noord-Macedonië (2021) · 
Oekraïne (2021) · 
Oostenrijk (2021) · 
Portugal (2006) ·
Portugal (2012) ·
Portugal (2019) ·
Qatar (2022) ·
Roemenië (2008) ·
Rusland (2008) ·
San Marino (2011) ·
Senegal (2022) ·
Servië en Montenegro (2006) ·
Sovjet-Unie (1988) ·
Spanje (2010) ·
Spanje (2014) ·
Tsjechië (2021) · 
Uruguay (2010) ·
Verenigde Staten (2022) · 
West-Duitsland (1974)